# حلوا ارده

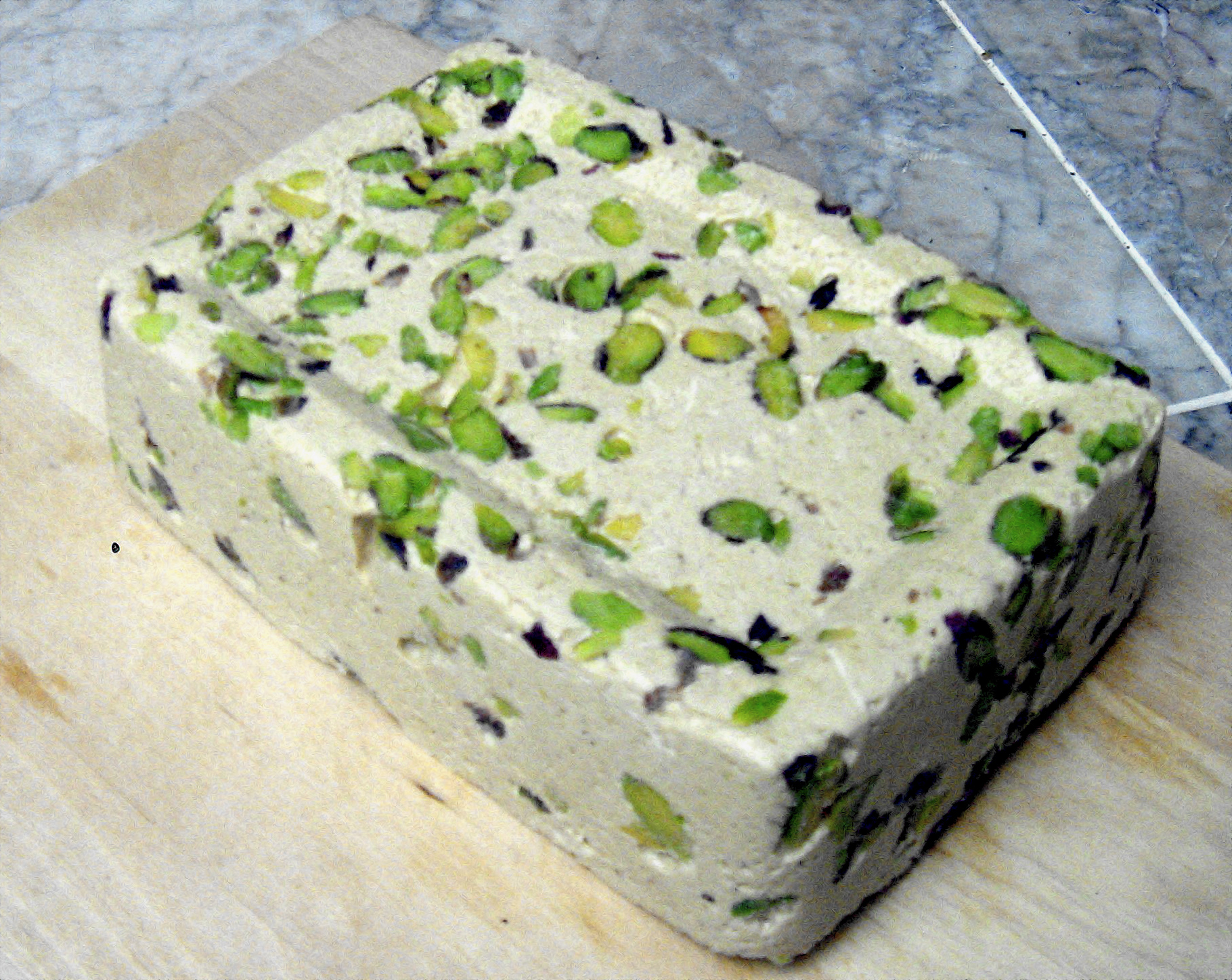
حلوا آرده با تزیین پسته - سوریه

حلوا ارده نوع خاص ارده غذایی بسیار مقوی است که مصرف آن بیشتر به صورت صبحانه است و مواد تشکیل دهنده آن عبارتند از از: ارده، شکر، تخم‌مرغ، هل و چوبک. در ساخت حلوا ارده از کنجد بریان سابیده که به آن ارده گفته می‌شود و به صورت مایع می‌باشد استفاده می‌شود.در ایران شهراردکان اولین و بزرگترین تولید کننده حلواارده در ایران می باشد.در قدیم که شکر نبوده از شیره انگور برای درست کردن حلوا ارده استفاده می‌شده‌است.

## پیشینه تاریخی
ابداع، چگونگی و نحوه دستیابی به فن آوری تولید حلوا ارده را به شیخ بهایی نسبت می‌دهند. ولی این تنها یک ادعای غیر مستند است. در مورد حلوا ارده سند معتبر کتبی غیرقابل انکار داریم. یک کتاب آشپزی به زبان عربی به نام «الطبیخ» نوشته محمد بن حسن بغدادی در سال ۱۲۶۶ میلادی. این کتاب دقیقاً ۲۸۱ سال پیش از تولد شیخ بهایی نوشته شده و در آن هفت مدل مختلف حلوا ارده را توضیح داده. در همین دوران کتابی هم به زبان اسپانیایی در این مورد است.
در خصوص پیشینه تاریخی محصول حلوا ارده در شهرستان زرقان، بر اساس اسناد تاریخی، پس از آن که حلوا ارده توسط شیخ بهایی برای سربازان جنگجو تولید شد، بعد از آن دقیقاً مشخص نیست که چه کسانی این صنعت را به اردکان منتقل کردند، اما آنچه که در آن شک و تردیدی نیست، این که پیشینه دیرینه‌ای در این شهرستان دارد و حداقل به قبل از دوران قاجاریه بازمی‌گردد. در مجموع اسنادی که در موزه فرهنگ اردکان نگهداری می‌شود، اسناد بی‌شماری مرتبط با خرید کنجد، حلوا ارده و ارده در تاریخ اردکان ثبت شده‌است و نشان از رونق صنعت حلوا ارده اردکان در طول دوران گذشته دارد.
در حال حاضر در دیگر کشورهای جهان از قبیل: یونان، ترکیه، یوگسلاوی، لبنان، عربستان، و کشورهای شوروی سابق نیز حلوا ارده تولید می‌شود که البته از نظر کیفیت و نحوه تولید و مواد تشکیل دهنده با حلوا ارده ایران تفاوت دارد.

## شرایط نگهداری
حلوا ارده را باید در محلی خنک و دور از تابش مستقیم نور خورشید نگهداری نمود. تاریخ مصرف حلوا ارده توسط کارشناسان بهداشتی شش ماه پس از تولید تعیین شده. بدیهی است در صورتی که در محل مناسبی مثل یخچال نگهداری شود مدت زمان بیشتری قابل استفاده است. در صورتی که پس از مدتی شاهد وجود مقداری روغن بر روی حلوا ارده بودید جای هیچ نگرانی نیست چرا که این ویژگی ذاتی حلوا ارده است. این ماده روغنی همان روغن کنجد معروف بوده که سرشار از ویتامین است. شما می‌توانید قبل از مصرف آن را مخلوط نموده یا روغن آن را جدا نموده و به عنوان روغن مایع مصرف نمایید ارده نیز مانند حلوا ارده باید در محلی خنک و دور از نور مستقیم خورشید نگهداری شود؛ بنابراین یخچال بهترین محل نگهداری ارده می‌باشد که می‌تواند تاریخ مصرف آن را تا یکسال افزایش دهد.
اگر مدتی از ظرف محتوی ارده استفاده نشود رسوب کرده و روغن آن جدا شده یا اصطلاحاً دو فاز می‌شود که این موضوع هیچ ربطی به نامرغوبی یا فاسد شدن آن ندارد بلکه به دلیل عدم استفاده از هرگونه مواد شیمیایی افزودنی جهت یکنواخت نگذاشتن محصول می‌باشد و توصیه می‌شود قبل از مصرف به دقت مخلوط گردد.

## انواع

### حلوا ارده شکری
فرآورده‌ای است جامد و یکنواخت با ظاهری نخ دار که از پختن شکر، گلوکز مایع، اسید سیتریک و آب چوبک و سپس مخلوط کردن این شربت با ارده هم‌زمان با مالش به دست می‌آید، در تهیه این فرآورده می‌توان از برخی مواد افزودنی نیز استفاده نمود.
حلوا شکری با ترکیب کنجد سابیده شده و شیره تهیه می‌شود. به جای شیره می‌توان از شکر نیز استفاده کرد اما توصیه ما شیره است. یکی از خواص حلوا شکری این است که علاوه بر فراهم کردن انرژی بدن، به دلیل دارا بودن طبع گرم برای افراد سرد مزاج نیز خواص مفیدی در پی دارد. در صورت فرآوری صحیح حلوا شکری، منبع غنی برای تأمین امگا ۳، امگا ۶ و امگا ۹ خواهد بود. از آنجایی که این ماده غذایی دیرتر هضم می‌شود، می‌تواند مدت بیشتری احساس سیری به فرد دهد.

### حلوا ارده نرم
فرآورده‌ای است نرم و یکنواخت با ظاهری بدون نخ که از پختن شکر، گلوکز مایع، اسید سیتریک، آب چوبک و پودر سفیده تخم مرغ و سپس مخلوط کردن این شربت با ارده هم‌زمان با مالش به دست می‌آید. در تهیه این فرآورده می‌توان از برخی از مواد افزودنی استفاده نمود.

### حلوا ارده بدون شکر
فراورده‌ای است جامد و یکنواخت با ظاهر نخ دار ریز که از پختن قندهای الکی، اسید سیتریک و آب چوبک و سپس مخلوط کردن این شربت هم‌زمان با مالش به دست می‌آید، در تهیه این فرآورده نیز می‌توان از برخی از مواد افزودنی استفاده نمود.

## معایب حلوا‌شکری برای ورزشکاران[۲]
| معایب                 | توضیحات |
| --------------------- | --- |
| محتوای بالای شکر      | حلوا‌شکری معمولاً حاوی مقدار زیادی شکر است که می‌تواند منجر به افزایش وزن شود.                                     |
| افزایش قند خون        | مصرف زیاد شکر می‌تواند باعث افزایش ناگهانی قند خون و سپس افت آن شود، که برای ورزشکاران مضر است.                  |
| کمبود مواد مغذی       | حلوا‌شکری معمولاً فاقد ویتامین‌ها و مواد معدنی ضروری است که برای بهبود عملکرد ورزشی لازم است.                      |
| احساس سنگینی          | مصرف حلوا‌شکری می‌تواند باعث احساس سنگینی و خستگی در حین تمرینات شود.                                             |
| افزایش چربی‌های ناسالم | مصرف مکرر شکر می‌تواند به افزایش چربی‌های ناسالم در بدن منجر شود و بر روی ترکیب بدنی ورزشکاران تأثیر منفی بگذارد. |

بهتر است از حلوا‌‌ ارده بجای حلوا شکری استفاده شود چون میزان شکر آن به مراتب کمتر است.